# Jestřabí (Fulnek)
Jestřabí (německy Jastersdorf) je vesnice, část města Fulnek v okrese Nový Jičín. Nachází se asi 3,5 km na jihozápad od Fulneku. V roce 2009 zde bylo evidováno 53 adres. V roce 2001 zde trvale žilo 118 obyvatel.
Jestřabí leží v katastrálním území Jestřabí u Fulneku o rozloze 5,33 km2.

## Pamětihodnosti
- Přírodní památka Stříbrné jezírko, zatopený galenitový lom v Pohořských vrších asi 1¼ km jihozápadně od vsi
- Lípy u hřbitova, dvojice památných stromů (49°41′6″ s. š., 16°52′44″ v. d.)